# Вајсенохе
Вајсенохе (њем. Weißenohe) општина је у њемачкој савезној држави Баварска. Једно је од 29 општинских средишта округа Форххајм. Према процјени из 2010. у општини је живјело 1.083 становника. Посједује регионалну шифру (AGS) 9474173.

## Географски и демографски подаци
Вајсенохе се налази у савезној држави Баварска у округу Форххајм. Општина се налази на надморској висини од 358 метара. Површина општине износи 4,7 km². У самом мјесту је, према процјени из 2010. године, живјело 1.083 становника. Просјечна густина становништва износи 230 становника/km².